# Emplanada de Chorcha
Emplanada de Chorcha es un corregimiento del distrito de Besikó en la comarca Ngäbe-Buglé, República de Panamá. La localidad tiene 2.348 habitantes (2010).